# Inquisitor subangusta
Inquisitor subangusta é uma espécie de gastrópode do gênero Inquisitor, pertencente a família Pseudomelatomidae.